# Monasterio de Santa María del Evangelio de Segorbe
El monasterio de Santa María del Evangelio se encuentra enclavado a escasos seis kilómetros de la localidad montañosa de Jarabacoa, provincia de La Vega, en República Dominicana.
El monasterio está habitado por una pequeña comunidad de monjes cistercienses consagrados al trabajo manual en la elaboración de cereal alimenticio, en el cultivo de la tierra y en otras tareas menores. Según la vieja tradición monástica, el beneficio que reportan estos trabajos deben servir para cubrir los gastos de su vida en comunidad y para practicar la ayuda a los más necesitados. Este monasterio también atiende una pequeña hospedería destinada a dar alojamiento a quienes quieren vivir una experiencia de meditación y oración.
Allí se cultiva la santidad de sus miembros, se educa en la fe a los monjes y se comparte la experiencia de oración con los laicos cistercienses, quienes reciben formación en la lectio divina y otras prácticas propia de la Orden.
El Monasterio de Santa María del Evangelio fue establecido en 1987 por un grupo de monjes cistercienses del Monasterio de Viaceli en Alfoz de Lloredo, en España que viajó a República Dominicana para fundar este monasterio en Jarabacoa. En la actualidad goza de estatus interno en la orden como priorato menor, pero debido a la abundancia de vocaciones avanza a alcanzar los demás estados de priorato mayor y abadía.
- Datos: Q5647570